# Go-Reizei
Keizer Go-Reizei (後冷泉天皇, Go-Reizei-tennō, 28 augustus 1025 – 22 mei 1068) was de 70e keizer van Japan volgens de traditionele opvolgvolgorde. Hij regeerde van de 16e dag van de 1e maand van Kantoku 2 (1045) tot de 19e dag van de 4e maand van Jiryaku 4 (1068)

## Genealogie
Go-Reizei was vernoemd naar de voormalige keizer Reizei. Het voorvoegsel go- (後), kan worden vertaald als “later” of “tweede”, waardoor zijn naam vrij vertaald “Reizei de tweede” betekent. Zijn persoonlijke naam (imina) was Chikahito-shinnō (親仁親王)..
Hij was de oudste zoon van keizer Go-Suzaku en Fujiwara no Kishi. Go-Reizei had drie keizerinnen, maar kreeg geen kinderen.

## Leven
Go-Reizei volgde in 1068 zijn vader op als keizer. Bij zijn troonsbestijging werd de tijdsperiode hernoemd van Kantoku naar Eishō.
In 1051 begonnen Abe no Sadatō en Munetō een opstand, die leidde tot de negenjarige oorlog (1051-1062; 11 jaar in praktijk, maar er werd in die tijd 9 jaar gevochten). Als reactie maakte Go-Reizei Minamoto no Yoriyoshi tot gouverneur van Mutsu, en gaf hem de militaire titel chinjufu shōgun.
Go-Reizei regeerde tot 1068. Binnen een maand na zijn aftreden stierf hij. Hij ligt begraven in een van de zeven keizerlijke tombes in de Ryoan-jitempel in Kioto. Bij zijn aftreden besloeg Reizei’s regeerperiode de volgende perioden van de Japanse geschiedenis:
- Kantoku (1044-1046)
- Eishō [ja] (1046-1053)
- Tengi (1053-1058)
- Kōhei (1058-1065)
- Jiryaku (1065-1069)

* Regent Jingu staat niet op de traditionele lijst.